# Montjoux
Montjoux – miejscowość i gmina we Francji, w regionie Owernia-Rodan-Alpy, w departamencie Drôme.
Według danych na rok 1990 gminę zamieszkiwały 252 osoby, a gęstość zaludnienia wynosiła 14 osób/km² (wśród 2880 gmin regionu Rodan-Alpy Montjoux plasuje się na 1376. miejscu pod względem liczby ludności, natomiast pod względem powierzchni na miejscu 600.).